# Krzyżak (żeglarstwo)

Podpórka bomu

Podpórka bomu pot. krzyżak – element wyposażenia jachtu żaglowego składający się z dwóch obrotowo połączonych, drewnianych listew bądź metalowych profili lub rur. Służy do podpierania noku bomu po zrzuceniu żagla lub przy jego refowaniu.
Na małych jednostkach śródlądowych zazwyczaj stosuje się krzyżaki ruchome, składane na czas żeglugi i wykorzystywane jedynie w portach lub podczas refowania. Na jednostkach morskich można spotkać konstrukcje stałe dodatkowo chroniące sternika przed uderzeniem bomem bądź elementami olinowania.  
Na większych jednostkach spotkać można dodatkową podpórkę, która służy do podtrzymywania masztu po jego złożeniu.